# Juana de Arco (telefilme de 1999)
Juana de Arco (título original: Joan of Arc) es un telefilme canadiense dirigido por Christian Duguay y protagonizado por Lelee Sobieski. Trata de la vida de Juana de Arco (1412-1431), que con sus acciones liberó a Francia de los ingleses durante la guerra de los Cien Años (1339-1453).

## Argumento
La película trata de la vida de Juana de Arco, que nació en 1412 en Domremy en el norte de Francia, en ese momento sumida en la  guerra de los cien años. Como tal también tiene que ver como niña muerte, destrucción y sufrimiento. Un día, también de niña, ella empieza a ver visiones en la iglesia y el cura del lugar Jean le Maistre, impresionado por la devoción que muestra, le empieza a enseñar sobre la guerra y cómo el rey inglés y el rey francés luchan por el trono de Francia, una lucha desatatada por una reina francesa que repudió a su hijo y dio a su hija al rey de Inglaterra como esposa y que, según una profecía, solo una virgen puede acabarla.
En 1429 Inglaterra está a punto de ganar la guerra. La ciudad francesa de Orleans está a punto de caer. Eso significaría que los ingleses podrían entonces avanzar hacia el sur de Francia, vencer definitivamente a los franceses y tener bajo control a toda Francia. Motivada por esas visiones cada vez más intensas y por la muerte de un amigo suyo a causa de la guerra y además con el beneplácito del cura a quien se lo ha contado todo, ella entonces va a Chinon para ayudar al delfín Carlos. Gana su confianza después de pasar una prueba y con su ejército Juana puede vencer a los ingleses, levantar el asedio de Orleans y avanzar a Reims, el lugar de la consagración de los reyes de Francia. Una vez tomado, Carlos puede ser coronado allí como Carlos VII bajo la alegría de todos en el lugar.
Luego avanza a París, pero allí es vencida. Más tarde fue capturada y entregada a los borgoñeses, poderosos franceses aliados con los ingleses, los cuales la entregan luego a los ingleses. Después Juana es llevada por ellos a Ruan, donde es juzgada por un tribunal dirigido por Pierre Cauchon, ex consejero de Carlos, que la ve como amenaza por autoproclamarse como la virgen de esa profecía y luego, por no renunciar a sus creencias, condenada en 1431 a la hoguera y quemada en público.  
Su muerte la convierte en mártir y la hoguera en la que fue quemada, se convierte en la señal clara nacional de que Carlos VII, que la dejó morir, es el legítimo rey de Francia, lo que fortalece su posición en todos los aspectos aún más. De esa manera los borgoñeses, intimidados por lo ocurrido cambian de bando y Carlos VII puede así echar a los ingleses de Francia y acabar con el tiempo con la guerra de los cien años de forma definitiva. Más tarde la condena contra ella es anulada y 500 años después es canonizada.

## Reparto
- Leelee Sobieski - Juana de Arco
- Jacqueline Bisset - Isabelle de Arco
- Neil Patrick Harris - Carlos VII de Francia/ El delfín
- Maury Chaykin - Sir Robert de Baudricourt
- Powers Boothe - Jacques de Arco
- Olympia Dukakis - Madre Babette
- Peter O'Toole - Obispo Pierre Cauchon
- Robert Loggia - Padre Monet
- Maximilian Schell - Hermano Jean le Maistre
- Shirley MacLaine - Madame de Beaurevoir
- Peter Strauss - La Hire
- Jonathan Hyde - Duque de Bedford
- Chad Willett - Jean de Metz
- Ron White - Jean de Dunois
- Jaimz Woolvett - Duque de Borgoña
- Robert Haley - Georges de la Trémoille
- Chandra Engstrom - Joven Juana de Arco
- Justin Peroff - Pierre d'Arc

## Producción
La película fue rodada en la República Checa y en Toronto, Canadá. Para recrear la batalla de Orléans se hicieron 500 extras, que se convirtieron en 12.000 combatientes gracias a los efectos especiales y gracias a los efectos especiales también fue espectacular la victoria de Juana de Arco en Reims.